# Вайно Вяльяс
Ва́йно Йосипович Вя́льяс (ест. Vaino Väljas; 28 березня 1931, Кюлакюла, волость Еммасте, повіт Хіюмаа,  Естонія — 16 січня 2024) — політичний діяч Естонської РСР і радянський дипломат, у 1988–1990 роках — перший секретар ЦК Компартії Естонії. Народний депутат СРСР (1989—1991). Кандидат історичних наук (1973).

## Життєпис
З 1949 року перебував на комсомольській роботі: завідувач відділу Хіюмааського повітового комітету комсомолу. У 1951—1952 роках — комсорг ЦК ВЛКСМ у Тартуському державному університеті. Член ВКП(б) з 1952 року.
У травні 1952 — травні 1953 року — 1-й секретар Тартуського обласного комітету ЛКСМ Естонії. У 1953—1955 роках — 1-й секретар Тартуського міського комітету ЛКСМ Естонії.
1955 року закінчив Тартуський державний університет (ТДУ).
У 1955 — 29 червня 1961 року — 1-й секретар ЦК ЛКСМ Естонії.
З 1961 року перебував на партійній роботі. У червні 1961 — лютому 1971 року — 1-й секретар Талліннського міського комітету Комуністичної партії Естонії.
Одночасно, 18 квітня 1963 — 20 квітня 1967 року — голова Верховної ради Естонської РСР.
11 лютого 1971 — 27 березня 1980 року — секретар ЦК Комуністичної партії Естонії.
У 1980—1988 роках перебував на дипломатичній роботі, мав ранг Надзвичайного і повноважного посла.
14 липня 1980 — 28 квітня 1986 року — надзвичайний і повноважний посол СРСР у Венесуелі. 14 липня 1980 — 28 квітня 1986 року — надзвичайний і повноважний посол СРСР у Тринідаді і Тобаго (за сумісництвом).
28 квітня 1986 — 8 червня 1988 року — надзвичайний і повноважний посол СРСР у Нікарагуа. 
16 червня 1988 — 23 березня 1990 року — 1-й секретар ЦК Комуністичної партії Естонії.
Після розколу партії з 25 березня 1990 по 1996 рік — голова Комуністичної партії Естонії (самостійної; незалежної від КПРС), яка в 1992 році була перейменована в Демократичну партію праці Естонії.

## Нагороди і звання
- орден Леніна (1.10.1965)
- три ордени Трудового Червоного Прапора (11.03.1958; 1971; 12.12.1973)
- орден Дружби народів (27.03.1981)
- орден Державного герба 3 класу (Естонія) (4.02.2002)
- орден Білої зірки 2 класу (Естонія) (6.02.2006)
- орден Визволителя (Естонія)
- медалі